# 滤光器
滤光器是一种对光的不同波段具有选择性吸收的光学元件。常见的有有色玻璃、染色胶片或者充满有颜色溶液的玻璃槽等几种形式。其中用有色玻璃或染色胶片制成的滤光器也称为滤光片/镜、滤色片/镜等。广泛用于摄影、电气照明等领域。